# شرطة النظام (ألمانيا النازية)
أوردنونغسبوليزي (شرطة النظام أو الشرطة النظامية) (تُلفظ بالألمانية: [ˈʔɔɐ̯dnʊŋspoliˌt͡saɪ] Order Order Police)، وهي اختصار Orpo، كانت قوة الشرطة النظامية في ألمانيا النازية بين عامي 1936 و1945. تم استيعاب تنظيم أوردنونغسبوليزي في احتكار النازيين للسلطة بعد إلغاء اختصاص الشرطة الإقليمية لصالح الحكومة النازية المركزية (verreichlichung of the police). كانت أوردنونغسبوليزي تحت إدارة وزارة الداخلية، لكن بقيادة أعضاء الشوتزشتافل (SS) حتى نهاية الحرب العالمية الثانية. بسبب زيهم الأخضر، تمت الإشارة إليهم أيضًا باسم Grüne Polizei (الشرطة الخضراء). أُنشئت القوة أولاً كمنظمة مركزية توحد شرطة البلديات والمدن كما تم تنظيم الزي الرسمي على أساس كل ولاية على حدة.
ضمت أوردنونغسبوليزي جميع منظمات إنفاذ القانون والاستجابة لحالات الطوارئ في ألمانيا النازية، بما في ذلك فرق الإطفاء وخفر السواحل والدفاع المدني. في فترة ما قبل الحرب، تعاون كل من زعيم الرايخ إس إس هاينريش هيملر وقائد شرطة أوردنونغسبوليزي كورت دالوج، في تحويل قوة شرطة جمهورية فايمار إلى تشكيلات عسكرية جاهزة لخدمة أهداف النظام المتمثلة في الغزو والإبادة العنصرية. تشكلت قوات الشرطة أولاً في تشكيلات بحجم كتيبة لغزو بولندا، حيث تم نشرها لأغراض أمنية وشرطية، كما شاركت في عمليات الإعدام والترحيل الجماعي.  خلال الحرب العالمية الثانية، كانت مهمة القوة مراقبة السكان المدنيين في البلدان التي تم احتلالها واستعمارها في ربيع عام 1940. تصاعدت أنشطة أوردنونغسبوليزي إلى الإبادة الجماعية مع غزو الاتحاد السوفيتي، عملية بارباروسا. ارتكبت 23 كتيبة شرطة -تشكلت في أفواج مستقلة أو ملحقة بالأقسام الأمنية في فيرماخت وإينساتزغروبن- جرائم قتل جماعية في المحرقة وكانت مسؤولة عن ارتكاب جرائم واسعة النطاق ضد الإنسانية وعمليات الإبادة الجماعية التي استهدفت السكان المدنيين.

## التاريخ
تم تعيين زعيم الرايخ إس إس هاينريش هيملر رئيسًا للشرطة الألمانية في وزارة الداخلية في 17 يونيو 1936 بعد أن أعلن هتلر مرسومًا «لتوحيد السيطرة على مهام الشرطة في الرايخ».  كان هيملر تابعًا اسمياً لوزير الداخلية فيلهلم فريك. ومع ذلك، فإن المرسوم أخضع الشرطة فعليا لقوات الأمن الخاصة. حصل هيملر على السلطة حيث تم دمج جميع وكالات إنفاذ القانون الرسمية في ألمانيا في أوردنونغسبوليزي االجديدة، التي أصبح مكتبها الرئيسي مأهولًا من قبل ضباط قوات الأمن الخاصة. 
تم تقسيم الشرطة إلى أوردنونغسبوليزي (Orpo أو الشرطة النظامية) و شرطة الأمن (سيبو)، والتي تم تأسيسها في يونيو 1936.  تولت الشرطة النظامية مهام تنفيذ القانون بانتظام بينما تكونت شرطة الأمن من شرطة الولاية السرية (Geheime Staatspolizei أو غيستابو) وشرطة التحقيق الجنائي (إدارة التحقيقات الجنائية أو كريبو). ضمت إدارة التحقيقات الجنائية فيلق من المحققين المحترفين المختصيين في مكافحة الجريمة وكانت مهمة الغستابو مكافحة التجسس والمعارضة السياسية. في 27 سبتمبر 1939، تم دمج جهاز الأمن الإس إس و الشرطة الأمنية الألمانية (SD) وشرطة الأمن في مكتب الأمن الرئيسي لرايخ (Reichssicherheitshauptamt أو RSHA). يرمز مكتب الأمن الرئيسي لرايخ على العلاقة الوثيقة بين إس إس (منظمة الحزب) والشرطة (المنظمة الحكومية).  
لعبت شرطة النظام دورًا رئيسيًا في تنفيذ الهولوكوست. من خلال «باستخدام كل من المهنيين وأفراد الاحتياط، في كل من تشكيلات الكتيبة والخدمة المختبرية» (Einzeldienst) من خلال توفير الرجال للمهام التي يتطلبها الأمر.

## التنظيم
واد عدد أفراد أوردنونغسبوليزي الألمانية إلى 244,500 رجل بحلول منتصف عام 1940. كان الشرطة النظامية تحت السيطرة الكاملة لزعيم الرايخ إس إس هاينريش هيملر كرئيس للشرطة الألمانية في وزارة الداخلية. كان يقودها في البداية SS- Oberstgruppenführer und غنرال أوبرست der Polizei Kurt Daluege. في مايو 194، تعرض Daluege لأزمة قلبية كبيرة وتم عزله من منصبه.  تم استبداله بـ SS- أوبر غروبن فوهرر und General der فافن إس إس und der Polizei ألفريد وينينبرج، الذي خدم حتى نهاية الحرب. بحلول عام 1941، تم تقسيم الشرطة النظامية إلى المكاتب التالية التي تغطي كل جانب من جوانب إنفاذ القانون الألماني.
يقع مكتب القيادة المركزي المعروف باسم Ordnungspolizei Hauptamt في برلين. من عام 1943 كان يعتبر مقر قيادة شوتزشتافل كامل. يتألف مكتب الشرطة النظامية الرئيسي من إدارة القيادة (كوماندوامت)، المسؤولة عن الشؤون المالية والأفراد والطبية؛ إداري (Verwaltung) مكلف بالدفع والمعاشات والتصاريح؛ الاقتصادية (Wirtschaftsverwaltungsamt)؛ خدمة الطوارئ الفنية (Technische Nothilfe)؛ مكتب فرق الإطفاء (Feuerwehren)؛ الشرطة الاستعمارية (Kolonialpolizei)؛ ووأكاديمية التدريب التقني الشرطية (Technische SS-und Polizeiakademie).

### فروع الشرطة

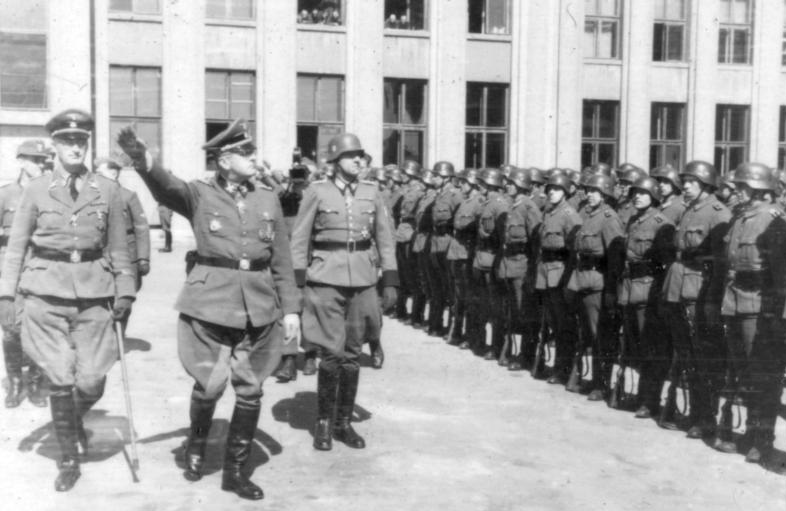
الشرطة النظامية في مينسك، Reichskommissariat Ostland ، Weißruthenien 1943

- الإدارة (الشرطة الإدارية) هي الفرع الإداري في الشرطة النظامية وكان لها سلطة القيادة العامة لجميع مراكز الشرطة النظامية. كانت Verwaltungspolizei أيضًا المكتب المركزي لحفظ السجلات وكان هو السلطة القيادية لمجموعات إنفاذ القانون المدنية، التي شملت Gesundheitspolizei (الشرطة الصحية) وGewerbepolizei (الشرطة التجارية) و Baupolizei (شرطة البناء). يتم تنظيم في المدن الرئيسية Verwaltungspolizei وSchutzpolizei وKriminalpolizei في إدارة شرطة تعرف باسم Polizeipräsidium أو Polizeidirektion، التي كانت لها سلطة على قوات الشرطة في المنطقة الحضرية.
- شرطة حماية الدولة (الشرطة الوقائية)، والشرطة الرسمية في المدن ومعظم المدن الكبرى، والتي شملت القيام بواجبات مراكز الشرطة (Revierdienst) ووحدات الشرطة المخصصة لردع أعمال الشغب والسلامة العامة (Kasernierte Polizei).
- شرطة الحماية البلدية (Schutzpolizei der Gemeinden)، [9] شرطة بالزي الرسمي في البلدات الصغيرة وبعضها في المدن الأكبر. على الرغم من الاندماج الكامل في نظام أوردنونغسبوليزي، كان ضباط الشرطة من موظفي الخدمة المدنية البلدية. لم يتم تنفيذ القانون المدني في المدن التي توجد بها شرطة حماية بلدية من قِبل Verwaltungspolizei، ولكن بواسطة موظفي الخدمة المدنية بالبلدية. حتى عام 1943 كان لديهم أيضًا إدارات تحقيق جنائي بلدية، لكن في تلك السنة، تم دمج كل هذه الإدارات التي تضم أكثر من 10 محققين في إدارة التحقيقات الجنائية.
- الدرك (شرطة الولاية الريفية) تم تكليفهم بإنفاذ القانون على الحدود ليشمل المجتمعات الصغيرة والمناطق الريفية والمناطق الجبلية. مع تطوير شبكة من الطرق السريعة أو اوتوبان، تم إنشاء مجموعات الدرك الآلية في عام 1937 لتأمين حركة المرور.
- شرطة المرور (Verkehrspolizei) هي وكالة لتطبيق قانون المرور والسلامة العامة على الطرق في ألمانيا. قامت بدوريات على الطرق الألمانية (بخلاف الطرق السريعة التي كانت تسيطر عليها قوات الدرك الآلية) واستجابت للحوادث الكبرى. كانت Verkehrspolizei خدمة مرافقة رئيسية لكبار القادة النازيين الذين قطعوا مسافات طويلة بالسيارة.
- الشرطة المائية (Wasserschutzpolizei) كانت مكافئة لخفر السواحل وشرطة النهر. المكلفة بسلامة وأمن الأنهار والموانئ في ألمانيا، والممرات المائية الداخلية، وحصلت المجموعة على سلطة على SS-Hafensicherungstruppen («القوات الأمنية للميناء») ألجيماينه إس إس وهي وحدات مخصصة لأمن الموانئ.
- شرطة الإطفاء (Feuerschutzpolizei) تألفت من جميع إدارات الإطفاء في ظل هيكل القيادة الوطنية.

### الشرطة المساعدة
- كان لدى Orpo Hauptamt أيضًا سلطة على Freiwillige Feuerwehren، فرق الإطفاء المدنية التطوعية المحلية. في ذروة الحرب العالمية الثانية، ردا على القصف المكثف على المدن الألمانية، شكل مجموع عدد Feuerschutzpolizei وFreiwillige Feuerwehren ما يقرب من مليون عضو.
- شرطة الحماية من الغارات الجوية (Luftschutzpolizei) هي دائرة الحماية المدنية المسؤولة عن نظام الدفاع عن الغارات الجوية وإنقاذ ضحايا التفجيرات فيما يتعلق بـ Technische Nothilfe (إدارة الطوارئ التقنية) و Feuerschutzpolizei (إدارات الإطفاء المهنية). تم إنشاؤها كخدمة الأمن والمساعدة (Sicherheits und Hilfsdienst) في عام 1935، وتم تغيير اسمها إلى Luftschutzpolizei في أبريل 1942. كانت شبكة الغارات الجوية مدعومة من قبل جمعية الرايخ لاحتياطات الغارات الجوية وهي منظمة تسيطر عليها وزارة الطيران في عام 1935 بقيادة هيرمان جورينج. أنشأ RLB منظمة من حراس الغارات الجوية الذين كانوا مسؤولين عن سلامة مبنى أو مجموعة من المباني.
- فيلق الطوارئ الفني (لتكنيش نوثيلف؛ TeNo) فيلق من المهندسين والفنيين والمتخصصين في أعمال البناء. تم إنشاء TeNo في عام 1919 للحفاظ على المرافق العامة والصناعات الأساسية وعملت خلال موجة الإضرابات. من عام 1937، أصبح TeNo سلاحًا تقنيًا مساعدًا للشرطة وتم امتصاصه في Orpo Hauptamt. بحلول عام 1943، كان لدى TeNo أكثر من 100000 عضو.
- دائرة إطفاء المتطوعين (Feuerwehren)، إدارات مكافحة الحرائق التطوعية وإدارات مكافحة الحرائق المجنّحة، وإدارات مكافحة الحرائق الصناعية تابعةً لشرطة أوردنونغسبوليزي.
- حماية الراديو (Funkschutz) مكونة من أفراد أمن إس إس والشرطة النظامية المكلفين بحماية محطات البث الألمانية من الهجمات والتخريب. كان Funkschutz أيضًا خدمة التحقيق الرئيسية التي اكتشفت أي استقبال غير قانوني للبث الإذاعي الأجنبي.
- شرطة الطوارئ في المناطق الحضرية والريفية (Stadt- und Landwacht) تم إنشاءها في عام 1942 كاحتياطي لشرطة بدوام جزئي. ألغيت في عام 1945 مع إنشاء فولكستورم.
- الشرطة المساعدة (Schutzmannschaft) الشرطة المساعدة التعاونية في مناطق أوروبا الشرقية المحتلة.

## Sonderpolizei
Sonderpolizei سلطات الشرطة الخاصة التي لا تخضع لـ Hauptamt Ordnungspolizei أو مكتب الأمن الرئيسي لرايخ:
- Reichsbahnfandungsdienst، «خدمة التحقيق الجنائي في السكك الحديدية» التابعة لدويتشه رايخسبان.
- Bahnschutzpolizei، تابع لدويتشه رايخسبان.
- استبدلت SS-Bahnschutz شرطة حماية السكك الحديدية داخل إقليم الرايخ منذ عام 1944.
- تتألف الحماية البريدية (بوست شوتز) من حوالي 45000 عضو وتم تكليفهم بأمن شركة Reichspost الألمانية ، والتي كانت مسؤولة ليس فقط عن البريد ولكن أيضًا عن وسائل الاتصال الأخرى مثل أنظمة الهاتف والتلغراف.
- بوست شوتز. أنشئت مع نقل موظفي من الحماية البريدية من Reichministry إلى ألجيماينه إس إس في عام 1942.
- Forstschutzpolizei، في عهد Reichsforstamt.
- Jagdpolizei (شرطة الصيد)، تحت الرايخسفورستامت. كان يمارس إلى حد كبير من خلال <i id="mwAQ4">Deutsche Jägerschaft</i>.
- Zollpolizei (شرطة الجمارك)، تمارس من خلال Zollgrenzschutz والسلطات الجمركية التابعة لوزارة المالية.
- Flurschutzpolizei (الشرطة الميدانية الزراعية)، التابعة لوزارة الزراعة.
- كانت شرطة حماية المصنع (Werkschutzpolizei) هم حراس أمن في ألمانيا النازية. وكان موظفوها مدنيون يعملون لدى المؤسسات الصناعية، وعادة ما يتم إصدار زي رسمي شبه عسكري. لقد خضعوا في النهاية لوزارة الطيران.
- Deichpolizei (شرطة دام ودايك) التابعة لوزارة الاقتصاد.

## كتائب الشرطة

### غزو بولندا

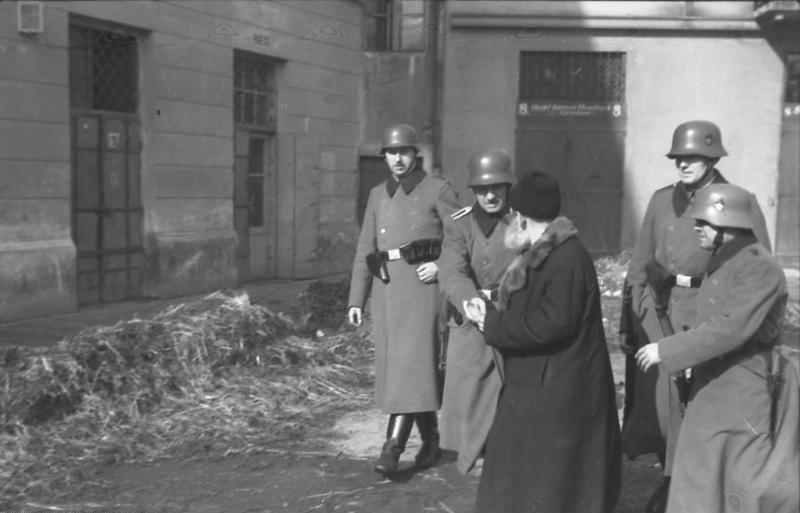
أوردنونغسبوليزي أثناء مداهمة (razzia) في حي اليهود في كراكوف ، 1941.

حافظت أوردنونغسبوليزي بين عامي 1939 و1945 على تشكيلات عسكرية، تم تدريبها وتجهيزها من قبل مكاتب الشرطة الرئيسية داخل ألمانيا. تختلف الواجبات المحددة بشكل كبير من وحدة إلى وحدة ومن سنة إلى أخرى. بشكل عام، لم تشارك شرطة الأمر مباشرة في القتال في الخطوط الأمامية،  باستثناء الآردين في مايو 1940، وحصار لينينغراد في عام 1941. تم نشر أول 17 كتيبة (من عام 1943 أعيدت تسميتها SS-Polizei-Bataillone) من قبل الشرطة النظامية في سبتمبر 1939 جنبا إلى جنب مع الجيش الفيرماخت في غزو بولندا. قامت الكتائب بحراسة أسرى الحرب البولنديين خلف الخطوط الألمانية، ونفذت طرد البولنديين من الرايخساوي تحت راية ليبنسراوم. كما ارتكبوا فظائع ضد كل من الكاثوليك واليهود كجزء من «عمليات إعادة التوطين» هذه. بعد توقف الأعمال القتالية، تولت الكتائب - مثل كتيبة الشرطة الاحتياطية 101 - دور قوات الأمن، وقامت بدوريات في محيط الأحياء اليهودية في بولندا التي تحتلها ألمانيا (كانت القضايا الأمنية للحي اليهودي تدار من قبل قوات الأمن الخاصة والشرطة الأمنية الألمانية والشرطة الجنائية، بالتعاون مع إدارة الحي اليهودي).
تتألف كل كتيبة من حوالي 500 رجل مسلحين بأسلحة المشاة الخفيفة. في الشرق، كان لدى كل فيلق مفرزة مجهزة بالرشاشات الثقيلة. من الناحية الإدارية، ظلت كتائب الشرطة تحت قيادة قائد الشرطة كورت دالوج، لكن من الناحية العملية كانت تحت سلطة قادة الشرطة والشوتزشتافل الإقليميين (SS- und Polizeiführer)، لكنهم كانو تحت سلطة هاينريش هيملر. تم استخدام الكتائب في العديد من المهام الإضافية، بما في ذلك ما يسمى بالعمليات المناهضة للحزب ودعم القوات القتالية والبناء الدفاعي (أي الجدار الأطلسي). وركز بعضهم على الأدوار الأمنية التقليدية كقوة محتلة، بينما شارك آخرون بشكل مباشر في أعمال تهدف إلى إثارة القلاقل والنعرات والمحرقة التي تلت ذلك. فرغم تشابهها مع فافن إس إس، إلا أنها لم تكن جزءًا من أقسام فافن إس إس الثمانية والثلاثين، ويجب عدم الخلط بينها. تم ترقيم الكتائب في الأصل من 1 إلى 325، ولكن في فبراير 1943 تم تغيير اسمها وإعادة ترقيمها من 1 إلى حوالي 37، لتمييزها عن كتائب Schutzmannschaft المساعدة التي تم تجنيدها من السكان المحليين في المناطق التي تحتلها ألمانيا.

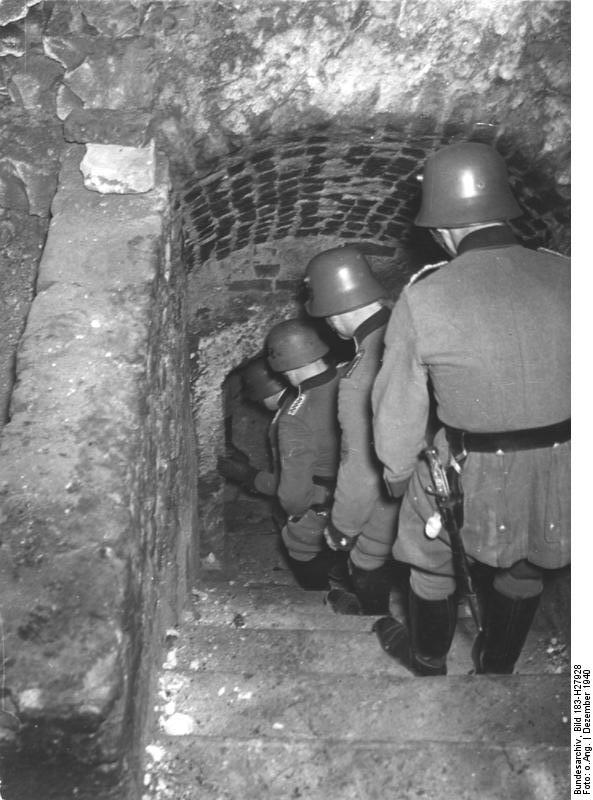
تأمر الشرطة بالنزول إلى الأقبية في رحلة صيد في لوبلان ، ديسمبر 1940. تم إنشاء حي لوبلين اليهودي في مارس 1941

### غزو الاتحاد السوفيتي

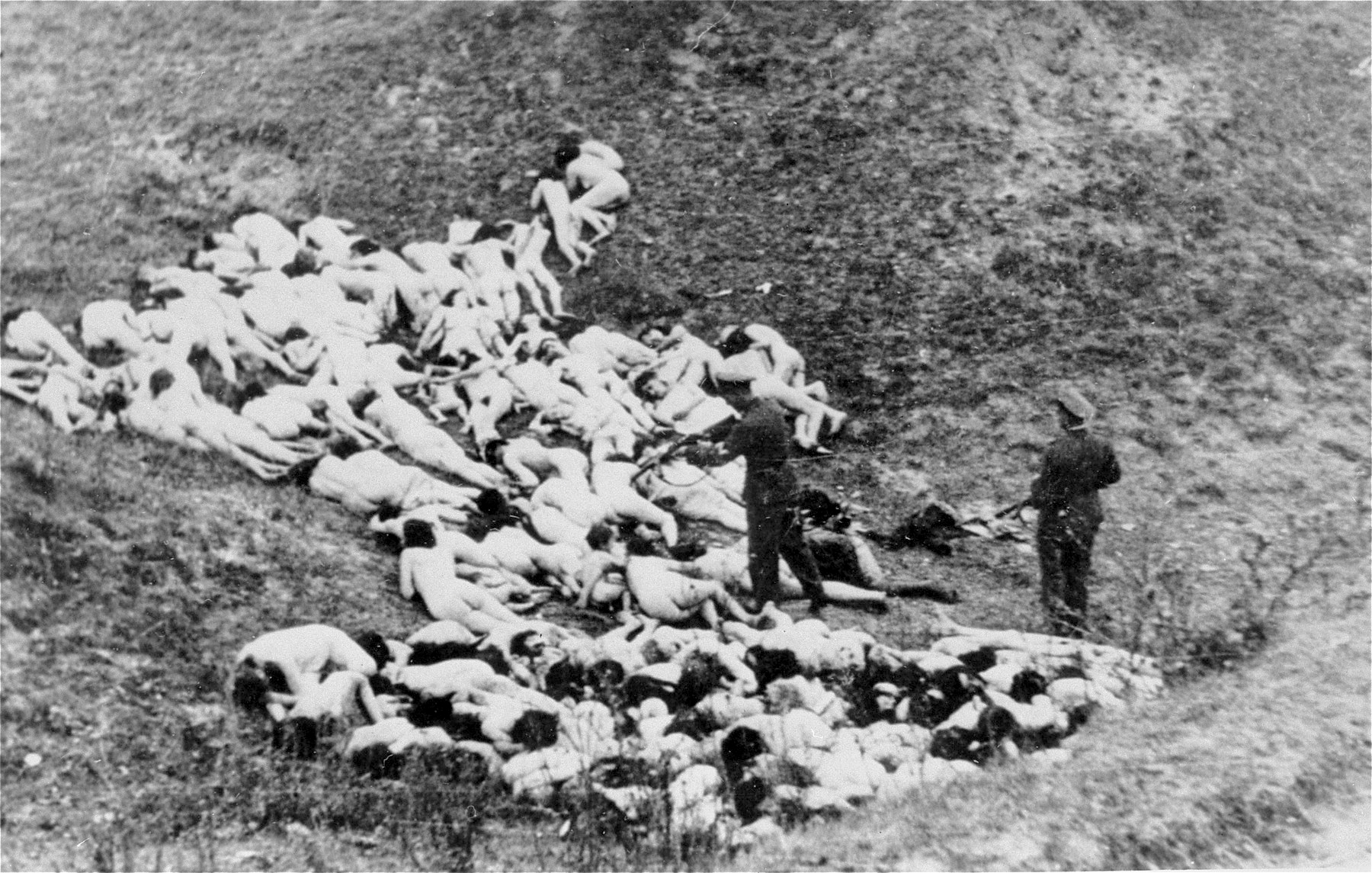
أعضاء من أوردنونغسبوليزييطلقون النار على نساء وأطفال عراة أثناء الهولوكوست.

أصبحت كتائب شرطة النظام، التي تعمل بشكل مستقل وبالتزامن مع أينزاتسغروبن، جزءًا لا يتجزأ من الحل النهائي في العامين التاليين للهجوم على الاتحاد السوفيتي في 22 يونيو 1941، عملية بارباروسا. وقعت أول عملية قتل جماعي لثلاثة آلاف يهودي على يد كتيبة الشرطة 309 في بياليستوك المحتلة في 12 يوليو 1941. كانت كتائب الشرطة جزءًا من الموجة الأولى والثانية من عمليات القتل في عام 1941 – 42 في أراضي بولندا التي ضمها الاتحاد السوفيتي وأيضًا أثناء عمليات القتل داخل حدود الاتحاد السوفيتي لعام 1939، سواء كجزء من أفواج الشرطة النظامية أو كوحدات منفصلة تابعة مباشرة لقادة قوات الأمن الخاصة والشرطة. ومن بين هؤلاء كتيبة الشرطة الاحتياطية 101 لهامبورغ، والكتيبة 133 لشرطة نورنبرغ وكتائب الشرطة 45 و309 لكولن، و 316 لبوتروب - أوبرهاوزن.
حملت -كتائب الشرطة المتورطة في عمليات القتل المباشر -بالمسؤولية عن مقتل مليون شخص على الأقل. ابتداءً من عام 1941-، ساعدت الكتائب ووحدات شرطة النظام المحلية في نقل اليهود من الأحياء اليهودية في كل من بولندا والاتحاد السوفيتي (وأماكن أخرى في أوروبا المحتلة) إلى معسكرات الاعتقال والإبادة، بالإضافة إلى عمليات البحث عن اليهود وقتلهم خارج الأحياء اليهودية. تعتبر Order Order Police أحد المصادر الرئيسية التي استقطب منها Einsatzgruppen الموظفين وفقًا لاحتياجات القوى العاملة (والآخر هو فافن إس إس).
في عام 1942، أعيد توحيد معظم كتائب الشرطة في ثلاثين فوجاً من قوات الأمن الخاصة والشرطة. كانت هذه التشكيلات مخصصة بالواجبات الأمنية والعمليات المناهضة للحزب ودعم وحدات فافن إس إس على الجبهة الشرقية. والجدير بالذكر أن الشرطة العسكرية النظامية لفيرماخت (Feldgendarmerie) كانت منفصلة عن Ordnungspolizei.

## قسم شرطة فافن - إس إس
كان الذراع القتالي الرئيسي لأوردنونجسبوليزي هو فرقة SS Polizei وهي فرقة تابعة لفافن إس إس. تم تشكيل الفرقة في أكتوبر 1939، عندما تم سحب الآلاف من أعضاء الشرطة النظامية ووضعهم في وحدات المدفعية والإشارات المنقولة من الجيش.  يتألف القسم من أربعة أفواج من الشرطة من أفراد الشرطة النظامية وكان يستخدم عادة لدمج (عملية تدورير لأفراد الشرطة لتجربة الحياة العسكرية) أفراد الشرطة في العسكرية، حتى لا تفقد أفراد الشرطة في المسودة العامة لفيرماخت أو لأقسام قوات الأمن الخاصة الكاملة لفافن-إس إس. في وقت متأخر جدًا من الحرب، تم نقل العديد من أفواج الشرطة النظامية إس إس إلى فافن إس إس لتشكيل فرقة إس إس الخامسة والثلاثين. [بحاجة لمصدر]

## العلاقات بين الشرطة النظامية وقوات الأمن الخاصة

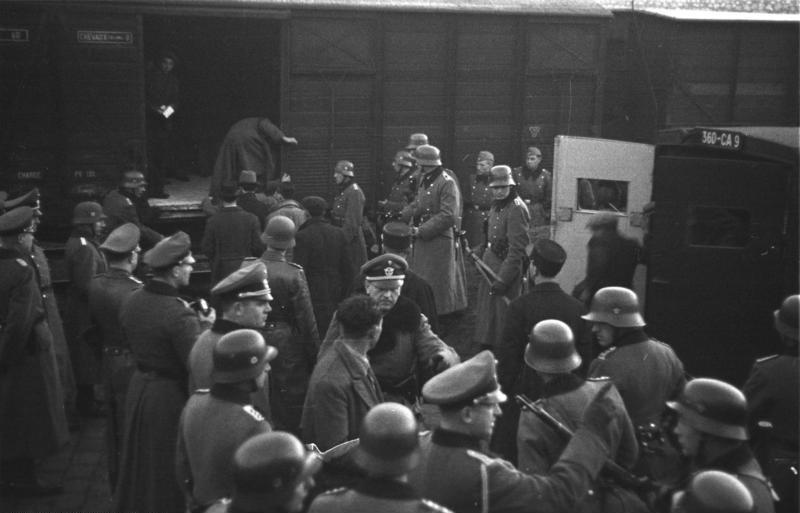
قوات من كتيبة شرطة قوات الأمن الخاصة تنقل اليهود في عربات في مارسيليا في فرنسا في يناير 1943.

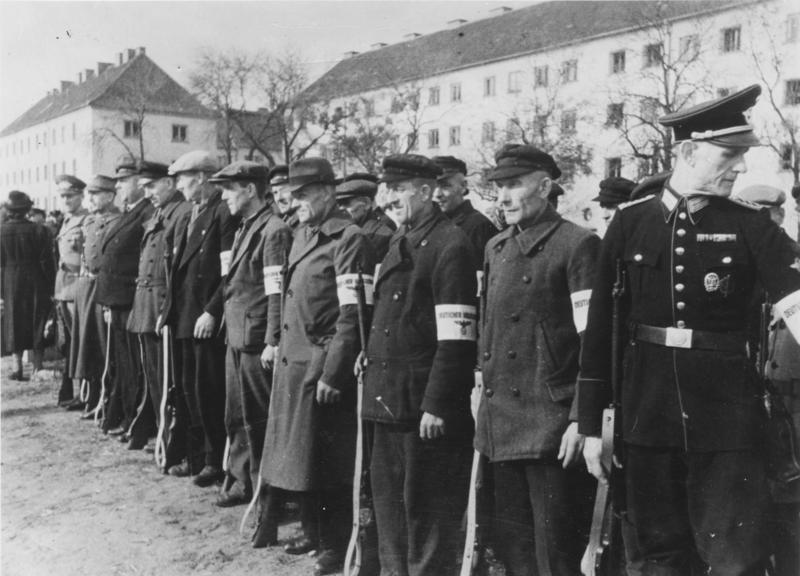
21 أكتوبر 1944. صورة دعائية لVolkssturm المسلحة؛ يظهر رجل يرتدي الزي الرسمي في أقصى اليمين.

بحلول بداية الحرب العالمية الثانية في عام 1939، كانت قوات الأمن الخاصة قد سيطرة فعليًا سيطرة كاملة على الشرطة الألمانية، على الرغم من أن قوات الأمن الخاصة والشرطة ما زالت تعمل ككيانين منفصلين. حافظت أوردنونغسبوليزي على نظامها الخاص من الرتب والشارات بالإضافة إلى زي الشرطة المميز. وفقًا لتوجيهات قوات الأمن الخاصة المعروفة باسم «مرسوم ترتيب التكافؤ»، تم تشجيع رجال الشرطة بشدة على الانضمام إلى قوات الأمن الخاصة، وبالنسبة لأولئك الذين فعلوا ذلك، تم وضع شارة شرطة خاصة تعرف باسم رانيس إس إس لعضوية الشرطة على جيب صدر زي الشرطة.
في عام 1940، كانت الممارسة المعتادة في الشرطة الألمانية هي منح الرتبة المكافئة في قوات الأمن الخاصة لجميع جنرالات الشرطة. جنرالات الشرطة الذين كانوا أعضاء في قوات الأمن الخاصة قلدو الرتبتين في ذات الوقت - على سبيل المثال، الأفراد الذين حملون رتبة غروبنفهرر في الشرطة وكانو اعضاءا في قوات الأمن الخاصة اشير اليهم ب إس إس غروبنفهرر جينيرالتنت اوند دير بوليزي. في عام 1942، أصبحت عضوية قوات الأمن الخاصة إلزامية لجنرالات الشرطة.
أختفت الاختلافات بين الشرطة وقوات الأمن الخاصة فعليًا بحلول عام 1943 مع إنشاء فوجي الشرطة وقوات الأمن الخاصة، اللذين تم توحيدهما من كتائب الأمن السابقة للشرطة. من الآن أصبح ضباط قوات الأمن الخاصة يتولون قيادة قوات الشرطة بشكل روتيني ومنح جنرالات الشرطة الذين يخدمون في قيادة القوات العسكرية مناصب مماثلة في قوات الأمن الخاصة في فافن إس إس. في أغسطس 1944، عندما تم تعيين هيملر رئيسًا لقوات الجيش (قائد الجيش المحلي)، حصل جميع جنرالات الشرطة تلقائيًا على رتبة فافن إس إس لأن لديهم سلطة على معسكرات أسرى الحرب.